# Biskupska rezidencija u Vukodolu
Biskupska rezidencija u Vukodolu, Mostar.

## Smještaj
Smještena je u jugozapadnom dijelu Mostara, do rimokatoličkog groblja Masline.

## Povijest
Gradnja je počela 7. travnja 1847. godine. Idejni tvorac je biskup fra Rafo Barišić, a voditelj radova je fra Petar Bakula. Izgrađena je 1847. godine. Bila je sjedište nove franjevačke provincije (Hercegovačka franjevačka provincija Uznesenja BDM) i sjedište mostarskog biskupa. Smještanjem biskupova sjedišta u Mostar i središte Hercegovačke franjevačke provincije, Mostar je postao vodeći grad za hercegovačke Hrvate i katolike. Simbolom je začetka svih budućih aktivnosti Crkve, a osobito franjevaca na ovim područjima.Zaslugom fra Rafe i fra Petra rezidencija je 1852. postala jezgra kulturno-prosvjetne djelatnosti Hrvata katolika u Mostaru. U biskupiji je počela raditi prva pučka škola pa i prva Tiskara Katoličkog poslanstva u Hercegovini (1872.). Rezidencija je bila mjestom razvijanja glazbene kulture i prvi glasovir u BiH zasvirao je ovdje. Kompleks Biskupije služio je prvotnoj svrsi do 1909. godine. Te je godine fra Paškal Buconjić preselio iz Vukodola u novu zgradu na Glavici u kojoj je danas nalazi sjedište Mostarsko-duvanjske i Trebinjsko-mrkanske biskupije. 1959. je godine nacionaliziran kompleks stare biskupske rezidencije. Povjerili su ga ondašnjem poduzeću za gazdovanje koje je unutar objekta formiralo više stanova. Poslije 1980-ih objekti u kompleksu bili su napušteni i prepušteni zubu vremena. Travnja 1992. velikosrpski je agresor granatiranjem oštetio. Cjelina je bila napuštena pa još i uzurpirana bespravnom gradnjom. Zgrada je bila u vrlo lošem stanju i prijetilo je urušavanje. Zavod za zaštitu spomenika u sastavu Federalnog ministarstva kulture i športa intervenirao je i spriječio kolabiranje, ali je još uvijek preostala međukatna konstrukcija objekta bila u vrlo lošem stanju, jer je cjelina izložena atmosferskim utjecajima i svako daljnje duže izlaganje atmosferilijama moglo je dovesti do urušavanja objekta. Pored tog, kompleks je dostupan i otvoren pa je bio mjestom odlaganja otpada.
Ožujka 2010. na sjednici Povjerenstva za očuvanje nacionalnih spomenika proglašena je nacionalnim spomenikom.
2010. godine pristupilo se rekonstrukciji zgrade. U prvoj fazi je rekonstrukcija krovišta sa stropnom tavanicama. Vrijednost ugovora obnove je 131 252 KM, a ta sredstva osigurali su Grad Mostar i Vlada Federacije BiH putem resornog ministarstva. Usprkos statusu zaštićenosti i državno organiziranoj rekonstrukciji, građevinska cjelina u Vukovodolu još nije vraćena Biskupiji.

## Osobine
Kompleks biskupove rezidencije bio je opasan jakim, visokim, kamenim zidom. Biskupska palača - rezidencija je središnji i najznačajniji objekt kompleksa.